# Ньеренберг, Даниэль
Даниэль Ньеренберг (англ. Danielle Nierenberg; род. 27 февраля 1978, США) — американский активист, автор и журналист. 
В 2013 году Ньеренберг совместно с Эллен Густафсон основала некоммерческую организацию Food Tank и в настоящее время является её президентом. Она также известна своей работой над проблемами устойчивого развития сельского хозяйства, в таких СМИ как «The Guardian», «Bloomberg Businessweek» и «Huffington Post».
Она выступала с докладами на многочисленных международных мероприятиях таких, как Всемирная продовольственная премия, «The New York Times Food for Tomorrow Conference», «Clinton School of Public Service», целью которых было решение продовольственных и сельскохозяйственных проблем. Ньеренберг основала проект «Nourishing the Planet» во время работы в «институте всемирного наблюдения» (англ. Worldwatch).
Ньеренберг является автором и соавтором нескольких докладов и книг, в том числе «Correcting Gender Myopia: Gender Equity», «Women's Welfare» и «the Environment», «Happier Meals: Rethinking the Global Meat Industry», «State of the World 2011: Innovations that Nourish the Planet», «Eating Planet 2012», «Food and Agriculture: The Future of Sustainability».

## Биография
Ньеренберг родилась и выросла в городке Дефайанс (штат Миссури). Она окончила университет Тафтса, получив степень магистра в области сельского хозяйства, продовольствия и окружающей среды, чуть позже Даниэль получила степень бакалавра в области экологической политики в колледже Монмут. Окончив образование в колледже Монмут, она присоединилась к Корпусу мира в качестве добровольца в Доминиканской Республике, где работала с фермерами и городскими школьниками. После волонтерской работы в корпусе мира он присоединилась к «институту всемирного наблюдения». Ньеренберг принимает участие в работе консультативной группы для «Zero Hunger Partnership», совместно с сэром Гордоном Конвэем и президентом «Heifer International» Пьером Феррари.
В 2013 году она стала основала некоммерческую организацию «Food Tank: The Food Think Tank»,  которая борется с проблемами голода, ожирения и нищеты. По её словам, она была сосредоточена на повышении осведомленности о качестве и доступности пищевых продуктов, поскольку «она одержима едой». Её организация имеет более двадцати основных партнеров включая «Bioneers», «Чикагский Совет по Глобальным вопросам», «Фонд Кристенсена», «IFPRI», «IFAD», «Глобальный Форум по Исследованию Сельского хозяйства», «Oxfam America», «Slow Food USA», «the UNEP», «the UNDP», «FAO», и «the Sustainable Food Trust».
Отмечена Julia Child Award (2020).

## Избранная библиография
- Correcting Gender Myopia: Gender Equity, Women's Welfare, and the Environment (2002) ISBN 978-1878071644
- Happier Meals: Rethinking the Global Meat Industry (2005) ISBN 978-1878071774
- State of the World 2007 (Chapter 3 – Farming the Cities) (2007) ISBN 978-0393329230
- State of the World 2011: Innovations that Nourish the Planet (2011) ISBN 978-0393338805
- Eating Planet–Nutrition Today: A Challenge for Mankind and for the Planet (2012) ISBN 978-8866270294